# 泰爾諾韋 (新烏克蘭卡區)
48°18′24″N 31°3′33″E / 48.30667°N 31.05917°E
泰爾諾韋（烏克蘭語：Тернове），是烏克蘭中部基洛夫格勒州新烏克蘭卡區多布羅韋利奇基夫卡市鎮内的村落。面積0.86平方公里，海拔高度138米，2001年人口284，人口密度每平方公里329.1人。